# SPIE
SPIE(이전 명칭: Society of Photographic Instrumentation Engineers, 이후 Society of Photo-Optical Instrumentation Engineers)는 1955년에 설립된 광학 및 광자학 기술을 위한 국제 비영리 전문 학회이다. 이 학회는 광학, 광자학, 이미징 공학을 포함한 광 기반 물리학 분야의 연구원 및 개발자를 위한 기술 컨퍼런스, 무역 박람회, 평생 교육 프로그램을 주최한다. 학회는 동료 심사를 거친 과학 저널, 학술 대회 회의록, 모노그래프, 튜토리얼 텍스트, 현장 가이드 및 참고 서적을 인쇄본 및 온라인으로 발행한다. SPIE는 매년 샌프란시스코에서 개최되는 레이저 및 포토닉스 산업에서 가장 큰 통합 컨퍼런스 및 무역 박람회 중 하나인 포토닉스 웨스트(Photonics West)로 특히 잘 알려져 있다. SPIE는 또한 선도적인 교육 이니셔티브에 파트너로 참여하며, 예를 들어 2020년에는 전 세계 광학 교육 및 아웃리치 프로그램 지원에 580만 달러 이상을 제공했다.

## 이전 명칭
1955년 7월 1일, SPIE는 캘리포니아에서 사진 계측 적용을 전문으로 하는 Society of Photographic Instrumentation Engineers로 설립되었다. 1964년에 학회는 이름을 Society of Photo-Optical Instrumentation Engineers로 변경했다.
1977년에 SPIE는 본부를 벨링햄 (워싱턴주)로 이전했으며, 1981년에 학회는 변화하는 회원 구성을 반영하기 위해 SPIE—The International Society for Optical Engineering으로 사업상 명칭(DBA)을 사용하기 시작했다. 2007년에는 학회가 DBA를 중단하고 현재는 단순히 SPIE, 광학 및 포토닉스 국제 학회로 불린다.

## 컨퍼런스 및 전시회

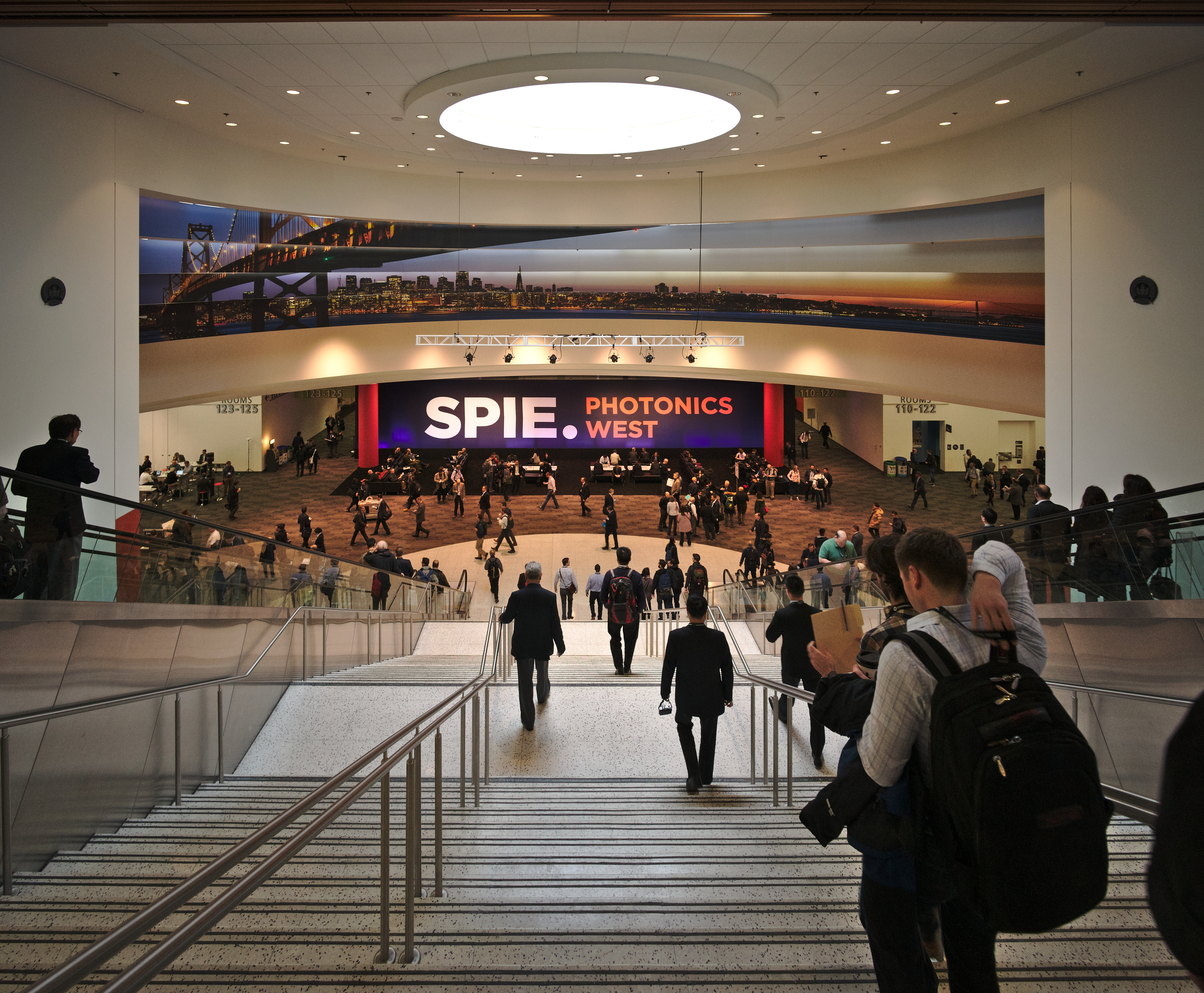
포토닉스 웨스트는 주요 SPIE 컨퍼런스 중 하나이다.

SPIE 컨퍼런스 및 전시회는 광학 과학과 광학 소매 산업을 연결한다. 이 학회는 매년 140개 이상의 회의 및 행사와 제휴하고 있다.

## 출판물
학회의 첫 출판물인 SPIE 뉴스레터는 1957년에 발행되었다. 1959년에 학회는 첫 번째 책인 SPIE 사진 계측 카탈로그(SPIE Photographic Instrumentation Catalog)를 출판했다. 뉴스레터는 학회의 첫 번째 저널로 발전했으며, 현재는 SPIE의 대표적인 월간 저널인 옵티컬 엔지니어링(Optical Engineering)으로 알려져 있다. 수년에 걸쳐 SPIE는 저널, 잡지, 신문, 웹사이트 및 서적을 포함한 많은 출판물을 만들었다.
SPIE는 다음을 발행한다.
- 15개의 과학 온라인 저널(오픈 액세스 자료 이용 가능)
- SPIE 기술 논문 회의록(Proceedings of SPIE 참조)
- SPIE Press를 통해 연간 20-25권의 독창적인 기술 서적

### 과학 저널
모든 SPIE 저널은 동료 심사를 거친다.
- Advanced Photonics, SPIE와 Chinese Laser Press가 공동 발행하며, 광학 및 포토닉스의 모든 분야(기초 및 응용 연구 포함)에서 혁신적인 연구를 출판하는 매우 엄선된 오픈 액세스 국제 저널이다.[3]
- Advanced Photonics Nexus, SPIE와 Chinese Laser Press가 공동 발행하며, 광학 및 포토닉스의 모든 분야에서 높은 중요성과 광범위한 관심을 끄는 새로운 결과를 출판한다. 이는 Advanced Photonics의 자매 저널이다.
- Journal of Applied Remote Sensing (JARS)은 원격 감지에 관한 온라인 전용 계간지이다.
- Journal of Astronomical Telescopes, Instruments, and Systems (JATIS)는 분기별로 발행되며 지상 및 우주 기반 천문학을 위한 망원경, 계측기, 기술 및 시스템의 개발, 테스트 및 적용을 다룬다.
- Journal of Biomedical Optics (JBO)는 건강 관리 및 연구 분야의 광학 기술에 대한 최신 정보를 담아 매월 발행된다.
- Journal of Electronic Imaging (JEI)은 영상 과학 및 기술 학회와 격월로 공동 발행되며, 전자 영상 과학 및 기술에 관한 논문을 출판한다.
- Journal of Medical Imaging (JMI)은 분기별로 발행되며, 질병의 조기 진단, 진단 및 치료뿐만 아니라 정상적인 이해를 위한 물리적 및 생의학적 발전을 지속적으로 가져오는 의료 영상에서의 포토닉스에 초점을 맞춘 기초 및 중개 연구 및 응용을 다룬다.
- Journal of Micro/Nanopatterning, Materials, and Metrology (JM3)는 분기별로 발행되며, 리소그래피 기술과 전자 산업의 패터닝 요구를 충족시키는 핵심 기술에 중점을 둔다.
- Journal of Nanophotonics (JNP)는 적외선에서 자외선 영역까지 빛을 생성하거나 조작하는 나노 구조의 제작 및 적용에 관한 온라인 전용 계간지이다.
- Journal of Optical Microsystems (JOM)은 분기별로 발행되며, 마이크로 광학 및 포토닉스 부품의 재료 및 제작부터 조립 및 패키징, 시스템 및 응용에 이르기까지 광학 및 포토닉스 마이크로시스템의 첨단 연구에 관한 논문을 담고 있다.
- Journal of Photonics for Energy (JPE)는 재생 에너지 수확, 변환, 저장, 분배, 모니터링, 소비 및 효율적인 사용을 위한 포토닉스의 기초 및 응용 연구를 다루는 분기별 전자 저널이다.
- Neurophotonics는 분기별로 발행되며, 뇌 연구에 적용 가능한 광학 기술의 발전과 기본 및 임상 신경 과학 응용에 미치는 영향을 다루는 광학 및 신경 과학의 접점에 있다.
- Optical Engineering (OE)은 광학, 포토닉스, 영상 과학 및 공학의 모든 분야에 걸친 연구 및 개발에 관한 논문을 담고 있는 학회의 대표적인 월간 저널이다.

### SPIE Press
SPIE Press는 광학 및 포토닉스 기술을 전문으로 하는 유일한 독립 비영리 도서 출판사로, 인쇄된 모노그래프, 핸드북, 튜토리얼 텍스트 및 현장 가이드뿐만 아니라 전자책 및 모바일 장치용 앱을 제작한다. 그 기원은 1989년 The New Physical Optics Notebook 출판으로 거슬러 올라간다.

### 디지털 라이브러리
SPIE 디지털 라이브러리는 1962년부터 현재까지의 SPIE 저널 및 컨퍼런스 회의록의 온라인 기술 논문과 SPIE Press에서 발행한 전자책을 발행한다. 500,000개 이상의 논문이 있으며, 매년 18,000개 이상의 새로운 연구 논문이 추가된다.

### 포토닉스 포커스
포토닉스 포커스(Photonics Focus)는 포토닉스 응용, 경력 개발 및 포토닉스 산업에 중점을 둔 학회의 격월 회원 잡지이다. 이 잡지는 2020년 1월에 발행되기 시작했으며, 2006년부터 2019년까지 발행되었던 광학 산업 통찰력, 기술 개요 및 경력 동향을 다루던 학회의 계간지인 SPIE 프로페셔널(SPIE Professional)을 대체했다.

### SPIE 뉴스룸
SPIE 뉴스룸은 2006년 3월에 개설된 기술 뉴스 웹사이트이다. SPIE 뉴스룸은 광학 및 광자학 분야의 기술 발전을 다룬다. SPIE 뉴스룸 기사는 13개의 기술 커뮤니티를 중심으로 한다. 커뮤니티는 천문학, 생체 의료 광학 및 의료 영상, 국방 및 보안, 전자 영상 및 신호 처리, 조명 및 디스플레이, 레이저 및 광원, 마이크로/나노 리소그래피, 나노 기술, 광학 설계 및 공학, 광전자 공학 및 통신, 원격 감지, 감지 및 측정, 태양 에너지 및 대체 에너지이다.

### SPIE 오픈 액세스
SPIE는 2013년 1월에 광학 및 포토닉스 분야의 기술 및 소매 산업 발전 지식을 증진하기 위해 오픈 액세스 프로그램을 시작했다. 저자가 자발적인 페이지 요금을 지불하는 SPIE 저널에 게재된 모든 논문은 무료로 접근할 수 있다.

## 수상
학회는 여러 상을 수여한다:
- 학회 골드 메달 (1977년부터)
- SPIE 비전상 (2005년부터)
- SPIE 회장상 (1966년부터)
- SPIE 이사상 (1963년부터)
- 광학 공학 A.E. 콘라디상 (1990년부터)
- 아덴 & 마조리 마이넬 기술 성과상 (1979년부터)
- 생체광학 기술 혁신가상 (2013년부터)
- 브리튼 찬스 생체 의료 광학상 (2012년부터)
- 찬드라 S. 비크람 광학 측정학상 (2009년부터)
- 데니스 가보르 회절 광학상 (1983년부터)
- 다양성 아웃리치상 (2020년부터)
- 초기 경력 성과상 (2008년부터)
- 프리츠 제르니케 미세 리소그래피상 (2004년부터)
- G.G. 스토크스 광학 편광상 (2004년부터)
- 조지 W. 고다드 우주 및 항공 광학상 (1961년부터)
- 해롤드 E. 에저턴상 (1989년부터)
- 해리슨 H. 배럿 의료 영상상 (2019년부터)
- 조셉 W. 굿맨 도서 집필상 (2006년부터)
- 마리아 괴퍼트-마이어 포토닉스상 (2020년부터)
- 마리아 J. 이스웰 교육자상 (2003년부터)
- 묵자상 (2018년부터)
- 루돌프 및 힐다 킹슬레이크 광학 설계상 (1974년부터)
- 프리즘 포토닉스 혁신상 (2008년부터)[6]
- SPIE-프란츠 힐렌캄프 박사후 연구원상 (2018년부터)[7]
- SPIE 우수 학생 지부 회장상 (2022년부터)[8]

## 같이 보기
- 미국 물리학 협회
- 유럽 포토닉스 산업 컨소시엄
- IEEE, IEEE 포토닉스 학회, IEEE 통신 학회
- 국제 광학 위원회
- 사진 계측
- 옵티카
- 영상 과학 및 기술 학회